# Léonide Azar
Léonide Azar (* 20. März 1900 in Sankt Petersburg, Russland; † unbekannt) war ein französischer Filmeditor.

## Leben
Léonide Azar wurde 1900 im russischen Sankt Petersburg geboren. Ab den 1930er Jahren war er bei französischen Filmproduktionen als Filmeditor tätig. Er schnitt unter anderem Filme der Regisseure Robert Siodmak, Georges Lampin, Abel Gance, Yves Allégret, Marcel Carné, Max Ophüls und Anatole Litvak.
Gemeinsam mit Chester W. Schaeffer schnitt Azar 1957 für Billy Wilder die US-Liebeskomödie Ariane – Liebe am Nachmittag. Im Jahr darauf schnitt Azar Louis Malles Spielfilmdebüt Fahrstuhl zum Schafott.
Ende der 1960er Jahre zog er sich aus der Filmbranche zurück.

## Filmografie
- 1932: Sergeant X
- 1937: Paris
- 1937: La bataille silencieuse
- 1938: Mollenard
- 1938: Prisons de femmes
- 1939: Louise
- 1939: Das verlorene Paradies (Paradis perdu)
- 1946: Vive la liberté
- 1946: Der Idiot (L’Idiot)
- 1947: Le bataillon du ciel
- 1947: La fleur de l'âge
- 1948: Die Schenke zum Vollmond (Dédée d’Anvers)
- 1949: Ein so hübscher kleiner Strand (Une si jolie petite plage)
- 1949: Le paradis des pilotes perdus
- 1949: Le mystère Barton
- 1949: On demande un assassin
- 1950: Die Marie vom Hafen (La Marie du port)
- 1950: Der Reigen (La ronde)
- 1951: Juliette ou La clef des songes
- 1951: Mephisto-valse (Kurzfilm)
- 1951: À la mémoire d'un héros (Kurzfilm)
- 1952: Les quatre sergents du Fort Carré
- 1952: Pläsier (Le plaisir)
- 1953: La vie passionnée de Clémenceau
- 1953: Das Mädchen von der Seine (Un acte d'amour)
- 19953: Je m'appellerai Guillaume Apollinaire (Dokumentarfilm)
- 1954: Der Graf und die drei Musketiere (Le vicomte de Bragelonne)
- 1955: Dix-huit heures d'escale
- 1955: Frou-Frou, die Pariserin (Frou-Frou)
- 1955: Der Graf von Orly (Milord l'Arsouille)
- 1956: Die Herrscherin vom Libanon (La chatelaine du Liban)
- 1956: Die Nacht in Paris (Paris la nuit, Dokumentarfilm)
- 1957: Ariane – Liebe am Nachmittag (Love in the Afternoon)
- 1957: Das Rad (La roue)
- 1957: Bitter war der Sieg (Bitter Victory)
- 1957: Les femmes de Stermetz (Kurzfilm)
- 1958: Fahrstuhl zum Schafott (Ascenseur pour l'échafaud)
- 1958: Goha
- 1958: Die Liebenden (Les amants)
- 1959: Rififi bei den Frauen (Du rififi chez les femmes)
- 1959: L'enfer de Rodin (Dokumentarfilm)
- 1959: La sentence
- 1959: Die Legionen des Cäsaren (Le legioni di Cleopatra, ungenannt)
- 1959: Le travail c'est la liberté
- 1959: Le bonheur des autres (Dokumentarfilm)
- 1960: Austerlitz – Glanz einer Kaiserkrone (Austerlitz)
- 1960: Affäre einer Nacht (L'affaire d'une nuit)
- 1961: Die Erwachsenen (Les grandes personnes)
- 1961: Rupture (Kurzfilm)
- 1961: Hunger nach Liebe (Les mauvais coups)
- 1961: Tim und Struppi und das Geheimnis um das goldene Vlies (Tintin et le mystère de la Toison d’Or)
- 1962: Pariserinnen (Les Parisiennes)
- 1962: La poupée (ungenannt)
- 1962: Sonntage mit Sybill (Les dimanches de Ville d'Avray)
- 1963: Kriss Romani
- 1963: Le journal d'un fou
- 1969: Bruno, das Sonntagskind (Bruno, l'enfant du dimanche)